# Feuerlöscher
Ein tragbarer Feuerlöscher ist ein Kleinlöschgerät mit einer Gesamtmasse von maximal 20 Kilogramm. Er dient dem Ablöschen von Klein- und Entstehungsbränden und enthält Löschmittel, das durch gespeicherten oder bei Inbetriebnahme erzeugten Druck ausgestoßen wird.
Bei Feuerlöschern handelt es sich um Druckbehälter. Nicht alle Löschmittelbehälter stehen jedoch dauerhaft unter Druck.

## Norm EN 3
Seit Einführung der Europäischen Norm EN 3 Mitte 1992 werden tragbare Feuerlöscher in Deutschland nach DIN EN 3 zugelassen, in Österreich nach der entsprechenden ÖNORM EN 3:
- Wesentlicher Unterschied zur bisherigen Zulassung ist die Zuordnung und Prüfung des Löschvermögens eines jeden Feuerlöschers anhand von Prüfobjekten (Löschobjekten, Normbrände) statt der Füllmenge.
- Im Januar 2005 (DIN) bzw. Dezember 2004 (ÖNORM) machte die neu geschaffene Brandklasse F (Fettbrand) eine Überarbeitung notwendig. Für Brände an elektrischen Anlagen (Brandklasse E) ist kein Piktogramm mehr vorgesehen.
- Eine chemische Druckerzeugung ist in der aktuellen Norm nicht mehr vorgesehen, siehe Abschnitt Chemische Druckerzeugung.
- Ebenso ist die Verwendung von Kennbuchstaben nicht mehr vorgesehen, siehe Abschnitt Brandklassen und Löschvermögen. Sie wird allerdings teilweise noch intern zur Kategorisierung der Feuerlöschertypen verwendet.

Feuerlöscher nach der bisherigen Norm DIN 14406-1 bis 3 bleiben weiterhin in Deutschland zugelassen.

## Kennzeichnung auf Feuerlöschern
Feuerlöscher besitzen nach EN 3-7 fünf Schriftfelder:
1. Das Wort „Feuerlöscher“, die Füllmenge, Art des Löschmittels und dessen Löschvermögen.
2. Die Bedienungsanleitung in Schriftform und als Piktogramm, ebenso die Brandklassen, für die der Feuerlöscher geeignet ist.
3. Ein Warnhinweis auf den einzuhaltenden Sicherheitsabstand beim Gebrauch an elektrischen Anlagen.
4. Die Beschreibung des Löschmittels, des Treibmittels, des Funktionsbereiches, Nummer der Anerkennung und Typenbezeichnung.
5. Angaben zum Hersteller.

## Brandklassen und Löschvermögen
Die in einem Feuerlöscher verwendeten Löschmittel sind aufgrund ihrer Löschwirkung für bestimmte Arten von Bränden geeignet, die in Brandklassen eingeteilt sind:
Brandklasse A
Brände fester Stoffe (auch Fahrzeugbatterien wie Lithium-Ionen-Akkus)
Löschmittel: Wasser, Löschschaum, ABC-Pulver, Löschgel
Brandklasse B
Brände von flüssigen oder durch Temperaturerhöhung flüssig werdenden Stoffen (viele Kunststoffe, Harze und Wachse)
Löschmittel: Löschschaum, ABC-Pulver, BC-Pulver, Kohlenstoffdioxid
Brandklasse C
Brände von Gasen (Brände von Gasen in schlecht belüfteten Räumen erst dann löschen, wenn die Gaszufuhr gestoppt wurde, da sich sonst ein explosionsfähiges Gas-Luft-Gemisch bilden kann)
Löschmittel: ABC-Pulver, BC-Pulver
Brandklasse D
Brände von Metallen (insbesondere Aluminium, Magnesium, Natrium, Kalium, Lithium)
Löschmittel: Metallbrandpulver (D-Pulver), Hohlglasgranulate, trockener Sand, trockenes Streu- oder Viehsalz, Zement, Grauguss-Späne; keinesfalls Wasser
Brandklasse F
Brände von Ölen und Fetten
Löschmittel: Spezielle (verseifende) Löschschäume; Wasser nur in Form von fein verteiltem Sprühnebel
Die Brandklassen, für die ein Feuerlöscher geeignet ist, sind auf jedem Feuerlöscher angegeben und mit Piktogrammen abgebildet und durch die Buchstaben A, B, C, D und F abgekürzt. Aus der Eignung eines Feuerlöschers für bestimmte Brandklassen leitet sich auch häufig der umgangssprachliche Name ab, so ist beispielsweise ein ABC-Löscher für die Brandklassen A, B und C geeignet. Für zusätzliche Spezialeignungen wie beispielsweise ein wasserbasierter Feuerlöscher für Brandklasse A, der ein Zusatzmittel zum Löschen von Lithium-Ionen-Akkus beinhaltet, gibt es keine genormten Piktogramme. Diese Fähigkeit wird nur im Seitentext auf dem Löscher erkennbar (beispielsweise: „Spezialeignung für das Löschen von Lithium Ionen Akkus bis zu 600 Wh“ ).
Geregelt ist die Zuordnung und Prüfung des Löschvermögens eines jeden Feuerlöschers anhand verschieden großer, zu löschender Prüfobjekte. Das größte Prüfobjekt, das mit dem Feuerlöscher noch abgelöscht werden kann, definiert sein maximales Löschvermögen (Rating). Da dieses je nach Brandart des Prüfobjektes variieren kann, wird es für jede Brandklasse durch einen Normbrand gesondert ermittelt. Beispiele:
- Ein Feuerlöscher mit einem Löschvermögen von 43A ist zum Ablöschen eines genormten Holzstapels von 4,3 m Länge geeignet.
- Ein Feuerlöscher mit einem Löschvermögen von 144B ist zum Ablöschen eines Behälters mit 144 Liter eines Gemisches aus einer brennbaren Flüssigkeit und Wasser geeignet.
- Ein Feuerlöscher mit einer Einstufung von 40F hat ein Löschvermögen für 40 Liter brennendes Speiseöl.[2]

Das Löschvermögen von Feuerlöschern ist folgendermaßen gestaffelt:
- Brandklasse A: 5A, 8A, 13A, 21A, 27A, 34A, 43A, 55A.
- Brandklasse B: 21B, 34B, 55B, 70B, 89B, 113B, 144B, 183B, 233B.
- Brandklasse F: 5F, 25F, 40F, 75F.[2]

Bei der Brandklasse C wird nur geprüft, ob vom Feuerlöscher brennendes Gas abgelöscht wird, das am Ende eines Rohres austritt.
Bei der Brandklasse D wird das Löschen eines Magnesium- sowie eines Natrium-Brandes geprüft.

Die Brandklasse E wurde abgeschafft. Sie war für Brände in elektrischen Niederspannungsanlagen (bis 1000 Volt) vorgesehen. Die meisten heutigen Feuerlöscher können in Niederspannungsanlagen eingesetzt werden, sofern der auf dem Feuerlöscher aufgedruckte Sicherheitsabstand eingehalten wird.

Piktogramme der Brandklassen

## Eignung von Löschmitteln in Feuerlöschern
Als Löschmittel werden verwendet:
- nicht brennbare Gase, meist Kohlendioxid, geeignet bei Bränden von flüssigen oder flüssig werdenden Stoffen
- Löschpulver, meist geeignet für feste und flüssige Stoffe, sowie Gase, teilweise auch nur für Flüssigkeiten und Gase oder nur für Metallbrände
- Schaum, geeignet für feste und flüssige Stoffe
- Wasser oder wässrige Lösungen wie Salzlösung, geeignet für feste Stoffe; Löschwirkung durch Kühleffekt, bei Salzlösungen auch durch Trennschichtbildung; leicht entfernbare Löschmittelrückstände

Bis Mitte der 1990er-Jahre wurden auch Halone als Löschmittel eingesetzt, die Verwendung ist aber seitdem wegen der extremen Ozonschicht-Schädigung verboten, siehe Montreal-Protokoll.
| Löschmittel                              | Löschmittel                | Brandklasse | Brandklasse   | Brandklasse | Brandklasse | Brandklasse |
| Löschmittel                              | Löschmittel                | A           | B             | C           | D           | F           |
| ---------------------------------------- | -------------------------- | ----------- | ------------- | ----------- | ----------- | ----------- |
| ehemaliger Kennbuchstabe 4               | ehemaliger Kennbuchstabe 4 | Feststoffe  | Flüssigkeiten | Gase 5      | Metalle     | Speisefett  |
| Wasser oder wässrige Lösung (Salzlösung) | W                          | _           | _ 1           | _           | _ 2         | _ 3         |
| Wasser-Nebel                             | W                          | _           | _ 1           | _           | _ 2         | _ 3         |
| AB-Schaum                                | S                          | _           | _ 1           | _           | _ 2         | _ 3         |
| ABF-Schaum                               | S                          | _           | _ 1           | _           | _ 2         | _ 3         |
| BC-Pulver                                | P                          | _           | _ 1           | _           | _ 2         | _ 3         |
| ABC-Pulver                               | PG                         | _           | _ 1           | _           | _ 2         | _ 3         |
| Metallbrandpulver                        | PM                         | _           | _ 1           | _           | _ 2         | _ 3         |
| Kohlenstoffdioxid CO2                    | K                          | _           | _ 1           | _           | _ 2         | _ 3         |
| Fettbrandlöschmittel                     | F                          | _           | _ / _ 6       | _           | _ 2         | _ 3         |

_ geeignet;
_ ungeeignet;
_ Einsatz birgt besondere Gefahren (siehe  1  2  3)

## Löschmittel

### Pulver-Feuerlöscher

#### Einsatzgebiet und Löschwirkung
Pulver-Feuerlöscher sind die am häufigsten verwendeten Feuerlöscher und decken die Brandklassen ABC oder BC ab. Das Löschpulver ist nicht giftig, kann aber beim Einsatz zu Reizung der Augen oder beim Einatmen zu Reizungen der Atemwege führen. Die Löschwirkung von Pulver-Feuerlöschern ist schlagartig. Spezielle Sperrschutzeffekte verhindern eine Rückentzündung bei Feststoffbränden.

#### Nachteil
Bei der Verwendung eines Pulver-Feuerlöschers kann es zu starken Sichtbehinderungen durch das feine, sich zerstäubende Pulver kommen, das unter anderem durch die vom Feuer verursachten Luftströmungen aufgewirbelt wird.
Durch das fein verteilte Löschpulver kommt es zu einer starken Verschmutzung der Umgebung. Elektronische Geräte können zerstört werden. Das Pulver setzt sich auf allen Oberflächen ab und dringt auch in feine Ritzen und Fugen. In Verbindung mit Feuchtigkeit oder Luftfeuchtigkeit führt Löschpulver zu erheblicher Korrosion, auch an verzinkten Stählen, Kupfer oder Aluminium.

### Schaum-Feuerlöscher

#### Vorteil
Der Vorteil von Schaum-Feuerlöschern liegt darin, dass durch die (ggf. vorhandene) Löschpistole der Löschschaum zielgerichtet auf den Brand gerichtet werden kann. Dadurch hält sich die Verschmutzung nach der Brandbekämpfung im vertretbaren Rahmen.
Wie bei Pulverlöschern können inzwischen ebenfalls die maximal möglichen 15 Löschmitteleinheiten erreicht werden. Schaum-Feuerlöscher werden überall dort eingesetzt, wo man möglichst keine nicht vom Brand betroffenen Bereiche mit Löschmittel kontaminieren möchte oder darf. Es gibt fast überall elektronische Geräte, die empfindlich auf Löschmittelreste von z. B. Pulver-Feuerlöschern reagieren würden. Deshalb werden Schaum-Feuerlöscher mittlerweile überall eingesetzt.

#### Nachteile
Schaum-Feuerlöscher sind nicht für Gasbrände (z. B. Gas-Gartengrill) geeignet. Sie sind frostfrei aufzubewahren, sofern nicht ein spezieller Schaum für tiefe Temperaturen eingesetzt wird.
Das Löschmittel ist regelmäßig nach Herstellerangaben auszutauschen. Wenn bei der Befüllung konzentriertes Schaummittel mit beliebigem Leitungswasser vermischt wird, beträgt die Austauschfrist häufig maximal zwei Jahre, da das Schaummittel je nach Wasserqualität durch Wasserinhaltsstoffe angegriffen werden kann. Vom Hersteller fertig gelieferte Schaumlöschmittel müssen hingegen oft erst nach sechs bis acht Jahren ausgetauscht werden. Auch wenn das Schaumkonzentrat bis zum Einsatz des Feuerlöschers in einer separaten Kartusche aufbewahrt und erst beim Löscheinsatz mit Wasser vermischt wird, wird die Haltbarkeit in der Regel bis acht Jahre garantiert.
Die bis etwa zum Jahr 2021 eingesetzten Schäume sind oft gesundheitlich bedenklich, weil sie PFAS oder PFOA oder ähnliche Substanzen enthalten. Aufgrund von EU-Verordnungen werden mittlerweile auch fluorfreie Schäume eingeführt.

### CO2-Feuerlöscher

#### Einsatzgebiet
Das Löschmittel Kohlenstoffdioxid ist das einzige in Feuerlöschern verbreitet einsetzbare Löschmittel, das völlig rückstandslos löscht. Auch ist CO2 nicht elektrisch leitend. CO2-Feuerlöscher werden daher in Räumen mit technischen Geräten, elektrischen und elektronischen Anlagen und empfindlichen Arbeitsbereichen eingesetzt, beispielsweise in elektrischen Betriebsräumen, Serveranlagen, Laboratorien, Reinräumen oder Bereichen mit hohen hygienischen Anforderungen. CO2-Feuerlöscher löschen besonders effektiv in geschlossenen Räumen. Im Freien oder in großen Räumen hingegen verflüchtigt sich CO2 sehr schnell.

#### Löschmittelaustritt beim Löschvorgang
Bei Betätigung des Feuerlöschers entspannt sich das austretende, flüssige CO2 sofort an der Düse und kühlt sich dabei sehr stark ab. Dadurch entsteht ein Zwei-Phasen-Strom, der aus gasförmigem CO2 und kleinsten Partikeln von festem CO2 (Trockeneis) besteht. Der Löschmittelstrahl ist durch die feinen Trockeneispartikel und die infolge der niedrigen Gastemperatur kristallisierte Luftfeuchtigkeit als weißer Löschmittelstrahl sichtbar.

#### Nachteil
Das freigesetzte CO2 verdrängt die Raumluft, sodass insbesondere in kleinen Räumen die Konzentration von CO2 und die Abnahme des Sauerstoffgehalts schnell zum Tod durch Ersticken führen können.
Die Deutsche gesetzliche Unfallversicherung (DGUV) hat Empfehlungen für das richtige Verhalten beim Löscheinsatz mit CO2-Feuerlöschern erarbeitet. Der Löscheinsatz mit CO2-Feuerlöschern sollte in kleinen Räumen wie z. B. Schaltschränken, Server-, Lager- oder Laborräumen möglichst von außen durch den Türspalt oder eine andere Öffnung z. B. eines Schaltschranks erfolgen.

### Halon-Löscher
Halon-Löscher enthalten hochwirksame Halone als Löschmittel. Ihre Fertigung, Vorhaltung und ihr Einsatz sind jedoch weitestgehend verboten. Dafür ist einerseits ein gesundheitliches Risiko ausschlaggebend, denn es entwickeln sich gesundheitsschädliche Gase. Es wurde zwar ein Löschmittel mit geringeren Gesundheitsgefahren entwickelt (Bromchlordifluormethan), aber auch dieses ist ozonabbauend, daher sind alle derartigen Löscher verboten und müssen fachgerecht entsorgt werden. Ausnahmen sind Fälle mit Lebensgefahr, zu denen es keine Alternative gibt.

### Feuerlösch-Spraydosen
Feuerlösch-Spraydosen sind in der Anwendung nicht unproblematisch, da sie verhältnismäßig teuer, die Löschleistung extrem gering und überschätzt wird. Eine Eigengefährdung durch das erforderliche dichte Herangehen an den Brandherd ist nicht zu unterschätzen.
Das Verfallsdatum ist in der Regel auf dem Boden der Dose ersichtlich, wird aber durch Unkenntnis meist nicht beachtet und deshalb nicht berücksichtigt. Das Feuerlösch-Spray ist nicht nachhaltig, da die Dosen nicht gewartet/wiederbefüllt werden können. Sie müssen deshalb als Sondermüll entsorgt werden.

## Funktionsdauer
Die Dauer des Löschmittelausstoßes wird oft zu hoch eingeschätzt. Aufgrund der begrenzten Löschmittelmenge und zugleich einer hohen Ausstoßrate ist nur mit recht kurzen Zeiten zu rechnen.
Nach EN 3 ist nicht die Löschmittelmenge, sondern das sogenannte Löschvermögen für die Einstufung eines Feuerlöschers maßgeblich. Die Löschmittelmenge hat aber Einfluss auf die Funktionsdauer eines Feuerlöschers.
Die Funktionsdauer ist die Zeit, in der das Löschmittel kontinuierlich bei vollständig geöffneter Unterbrechungseinrichtung löschwirksam austritt. Die Mindestfunktionsdauer ist in der EN 3 vorgeschrieben.
| Füllmenge | Kohlenstoffdioxid | Pulver | Wasser- und Schaum | Wassernebel |
| --------- | ----------------- | ------ | ------------------ | ----------- |
| 1–2 kg    |                   | 06–12  |                    |             |
| 2 kg      | 05–10             |        |                    |             |
| 5 kg      | 10–15             |        |                    |             |
| 6 kg      |                   | 15–23  |                    |             |
| 12 kg     |                   | 18–33  |                    |             |
| 2 l       |                   |        | 10–15              | 20          |
| 6 l       |                   |        | 20–30              | 50          |
| 9 l       |                   |        |                    | 60          |

## Druckerzeugung

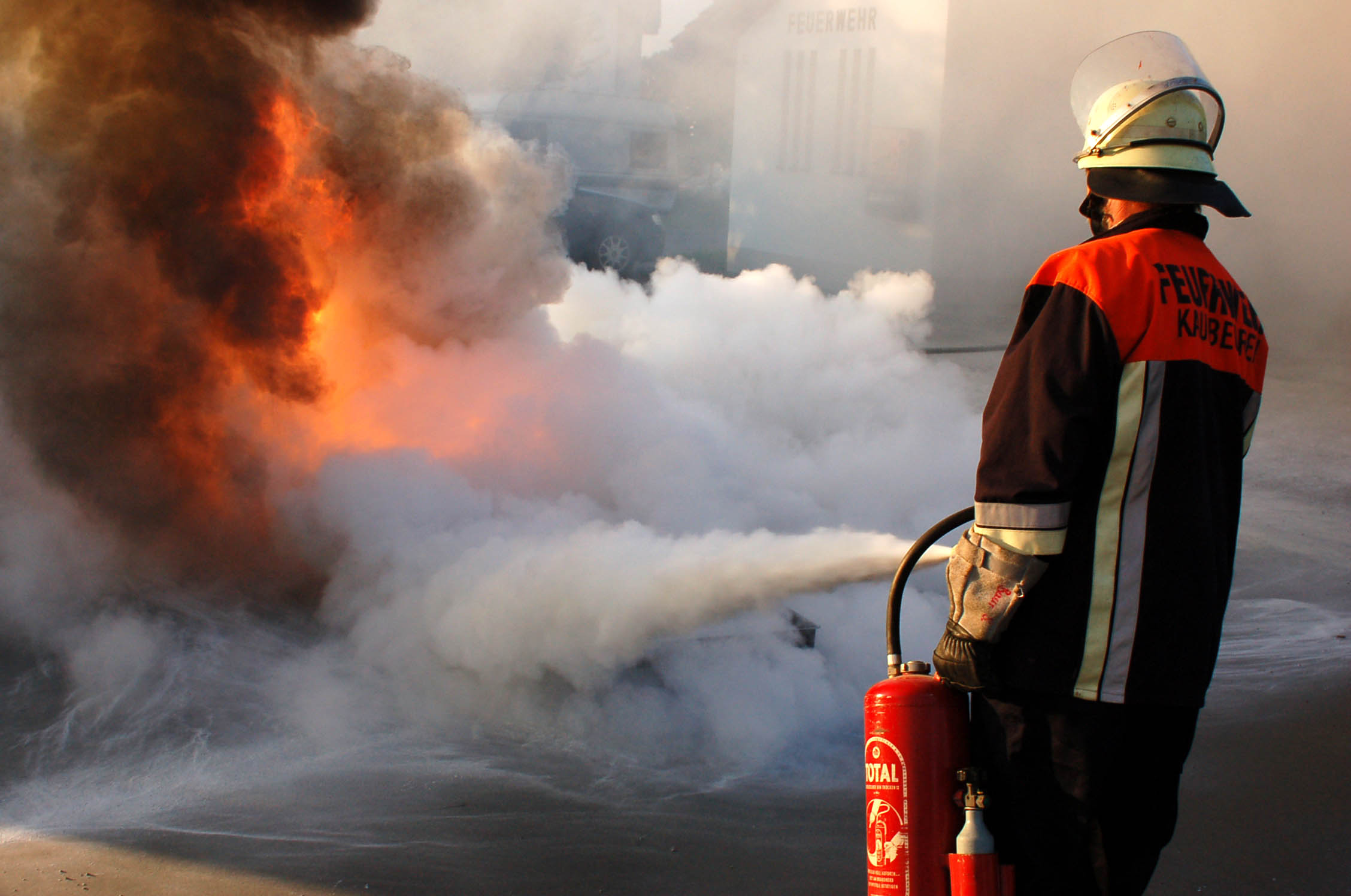
Pulverlöscher (Aufladelöscher) in Benutzung

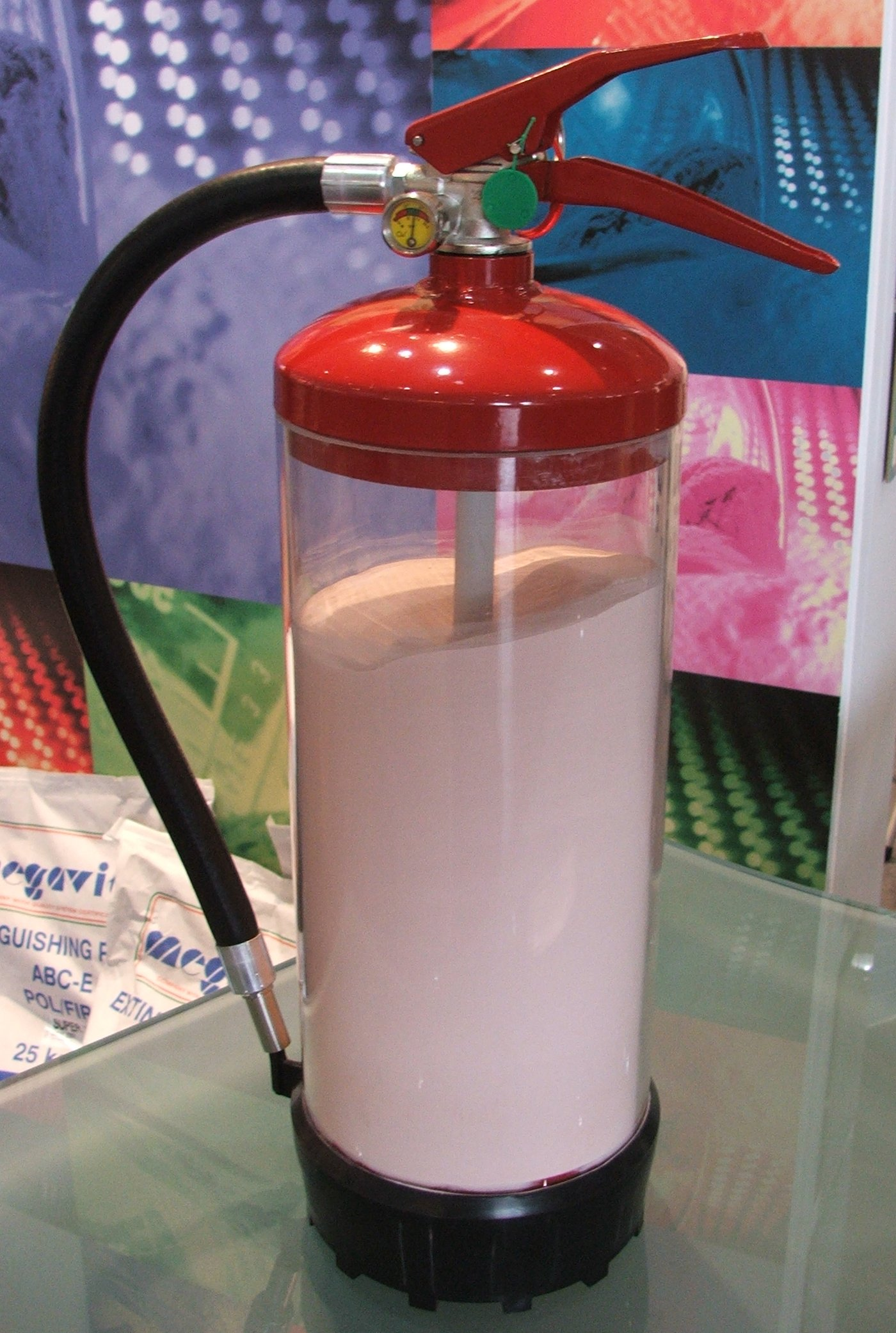
Transparenter Dauerdrucklöscher für Schulungszwecke

Nach der Art der Druckerzeugung unterscheidet man folgende Arten von Feuerlöschern:

### Aufladelöscher
Aufladelöscher bestehen aus zwei Behältern: Löschmittelbehälter und Treibgasbehälter. Löschmittel und Treibgas sind also zunächst getrennt. Wird zwischen den beiden Behältern eine Verbindung hergestellt, zum Beispiel durch Betätigen von Schlagknopf oder Auslösehebel oder Öffnen des Ventils am Treibgasbehälter, so strömt das Treibmittel (Treibgas, z. B. Kohlenstoffdioxid) in den Löschmittelbehälter und setzt diesen unter Druck. Der Löscher ist nun „aufgeladen“ und bereit, das Löschmittel auszustoßen. Man unterscheidet Aufladelöscher mit außerhalb oder innerhalb des Löschmittelbehälters angebrachter Treibgasflasche. Löscher mit integrierter Treibgasflasche sind an der groß dimensionierten Überwurfmutter zu erkennen, mit der die Patrone im Behälter verschraubt wird. Der kleine Treibgasbehälter lässt sich technisch gut abdichten, sodass es kaum zu Undichtigkeiten kommt.
Aufladelöscher mit Löschschaum enthalten entweder eine vorgemischte Lösung oder eine Kartusche mit Schaumkonzentrat. Aufladelöscher besitzen eine Lebensdauer von bis zu 25 Jahren. Ihnen wird eine höhere Zuverlässigkeit im Vergleich zu Dauerdrucklöschern zugeschrieben. Die Anschaffungskosten sind etwas höher, dafür kann der Feuerlöscher einfacher gewartet werden, wodurch sich die Instandhaltungskosten verringern.
Da, wie beschrieben, Aufladelöscher das Treibmittel in einem extra Tank führen und damit der Druck im Löschmittelbehälter dem Atmosphärendruck entspricht, haben sie in der Regel kein Manometer. Erkennbar sind Aufladelöscher daher, wie vorher ausgeführt, an einer großen Überwurfmutter sowie an der Betriebsanleitung. In einfachen Piktogrammen und auch als Text lesbar sind zweierlei Möglichkeiten zum Auslösen der Löscher:
1. Ohne Löschpistole wird ein Metallstift an seiner Öse herausgezogen und durch Drücken der Hebel ausgelöst. Dabei ist unbedingt darauf zu achten, dass vorher der Löschschlauch festgehalten wird.
2. Mit Löschpistole ist eine gelbe Sicherung zu ziehen, durch einen roten Knopf die innenliegende Kartusche geöffnet und kann dann sicher mit der Löschpistole gelöscht werden. Da dabei der Löscher auf dem Boden stehen bleiben kann, hat die löschende Person eine Hand frei. Die Handhabung ist sicherer.

### Dauerdrucklöscher (Permanentlöscher)
Bei Dauerdrucklöschern befinden sich Löschmittel und Treibgas gemeinsam im Löschmittelbehälter. Als Treibgas wird Stickstoff oder früher Druckluft verwendet. Nach Betätigung der Auslösevorrichtung, z. B. eines Schalthebelventils, wird das Löschmittel vom Treibgas in das Steigrohr gedrückt und tritt über Löschschlauch und Löschdüse aus. Der Betriebsdruck von Dauerdrucklöschern liegt bei 15 bar. Dauerdrucklöscher sind in der Regel mit einem kleinen Manometer zur Kontrolle des Drucks ausgestattet.
Vorteil dieser Bauweise ist der geringe technische Aufwand, weshalb diese Löscher preisgünstiger sind. Geringe Undichtigkeiten am Löscher können das Treibgas unbemerkt entweichen lassen, wodurch der Löscher funktionsunfähig wird. Die Lebenserwartung beträgt etwa 20 Jahre. Die Wartungskosten sind aufgrund der verwendeten Technik etwas höher als bei Aufladelöschern.
Erkennbar sind bestimmte Permanentlöscher an einem Manometer, sowie wenn in der aufgedruckten Betriebsanleitung steht, dass man den Sicherungsstift ziehen und zum Spritzen den Betätigungshebel drücken kann, ohne vorher die in der Regel gelbe Sicherung wie beim Aufladelöscher zu ziehen.

### Gaslöscher
Gaslöscher enthalten weder Flüssigkeiten noch Pulver. Das Treibmittel (Kohlenstoffdioxid, CO2) ist gleichzeitig das Löschmittel.

### Chemische Druckerzeugung (veraltet)
Löscher mit chemischer Druckerzeugung sind in der aktuellen Norm EN 3 nicht mehr vorgesehen und sollten mittlerweile überall ausgemustert sein. Chemische Druckerzeugung war früher vor allem bei Wasser- und Schaumlöschern üblich. Im Löschmittel waren alkalische Salze gelöst. Zur Inbetriebnahme wurde durch einen Schlagknopf eine Säureampulle zertrümmert. Die folgende chemische Säure-Base-Reaktion führte zur Bildung von Kohlenstoffdioxid, das als Treibmittel fungierte.
Erkennbar sind Löscher mit chemischer Erzeugung an einem großen Schlagknopf, der statt eines Hebels am Haupt des Löschers sitzt. Bei dieser Art von Feuerlöschern ist die Betätigungsspritze/der Regulationshebel am Ende des Schlauches. Der Schlagknopf muss in der Regel allerdings sehr fest eingedrückt werden.

### Ehemals verwendete Kurzzeichen zur Druckerzeugung
Kurzzeichen zur Druckerzeugung sind in der EN 3 nicht mehr vorgesehen. Sie sind daher auf neueren Feuerlöschern nicht mehr zu finden.
- Kennbuchstabe C: Chemische Druckerzeugung während der Inbetriebnahme
- Kennbuchstabe H: Aufladelöscher. Ein gesonderter Treibmittelbehälter setzt den Löschmittelbehälter bei der Inbetriebnahme unter Druck. Der Treibmittelbehälter kann außerhalb oder innerhalb des Löschmittelbehälters angebracht sein.
- Kennbuchstabe L: Dauerdrucklöscher. Der Löschmittelbehälter steht ständig unter Druck.

## Prüfung, Wartung, Instandhaltung
Nach der Arbeitsstättenrichtlinie A2.2 Kapitel 6 sind Feuerlöscher regelmäßig, spätestens alle zwei Jahre, durch einen Sachkundigen zu prüfen und gegebenenfalls instand zu setzen oder zu ersetzen.
Die DIN 14406-4 beschreibt die Instandhaltung tragbarer Feuerlöscher nach EN 3 durch Sachkundige. Der Zeitabstand zwischen zwei Inspektionen darf maximal zwei Jahre betragen.
Nach der Straßenverkehrszulassungsordnung sind tragbare Feuerlöschgeräte in Kraftomnibussen alle 12 Monate zu inspizieren.
Seit dem Jahr 2008 sieht § 16 der deutschen Betriebssicherheitsverordnung (BetrSichV) für Feuerlöscher alle fünf Jahre eine innere Prüfung und alle zehn Jahre einer Festigkeitsprüfung vor. Die innere Prüfung wird meist alle vier Jahre gemeinsam mit der zweijährigen Inspektion nach DIN 14406-4 durchgeführt. Die Festigkeitsprüfung kann in Abhängigkeit von der Bauart entfallen, wenn bei der inneren Prüfung durch eine befähigte Person keine Mängel festgestellt wurden. Bei Feuerlöschern mit einem Druckinhaltsprodukt unter 1000 kann die Festigkeitsprüfung durch eine befähigte Person nach der Technischen Regel für Betriebssicherheit (TRBS) 1203/2 ausgeführt werden. Bei einem Druckinhaltsprodukt von über 1000 muss dies in einer Zugelassenen Überwachungsstelle (ZÜS) geschehen.  Die Behälter von CO2-Feuerlöschern dürfen nur von Zugelassenen Überwachungsstellen (ZÜS) wiederkehrend geprüft werden. Bei diesen Feuerlöschern ist die Prüfung nur notwendig, wenn die Geräte wiederbefüllt werden müssen. Die doppelte Prüffrist für die Festigkeitsprüfung soll dennoch nicht überschritten werden.
In Österreich gilt die ÖNORM F-1053 Überprüfung und Wartung (11/2004). Personen und Betriebe, die Feuerlöscher warten, werden alle vier Jahre vom TÜV Austria zertifiziert. Vom Hersteller erlassene Instandhaltungsanweisungen können kürzere Prüf- und Instandhaltungsfristen vorsehen.
Prüfung und Instandhaltung werden durch einen aufgeklebten Instandhaltungsnachweis nach DIN 14406-4 dokumentiert. Darauf sind u. a. der Ausführende und die Prüffristen angegeben. Ausgelöste Feuerlöscher können durch einen Fachbetrieb wieder aufgefüllt werden.
Private Feuerlöscher im Haus oder im Kraftfahrzeug sind zwar von den gesetzlichen Prüfpflichten ausgenommen, jedoch trotzdem empfehlenswert. Eine Prüfung kann jedoch als Dienstleistung in Anspruch genommen werden. Hersteller geben für Feuerlöscher eine Lebensdauer von 20 bis 25 Jahren an.

## Nutzungs- und Lebensdauer
Nach der Druckgeräterichtlinie Anhang I Abschn. 3.4 muss der Hersteller die maximale Lebensdauer eines Feuerlöschers nach § 6 Abs. 1 des deutschen Produktsicherheitsgesetzes (ProdSG) in der Betriebsanleitung angeben.
Diese Angabe ist relevant für die Gefährdungsbeurteilung nach Betriebssicherheitsverordnung (BetrSichV) und berufsgenossenschaftlicher Vorschriften für Brandschutzeinrichtungen und deren Funktionstüchtigkeit.
Oft werden maximale Verwendungsdauern von 20 Jahren für Dauerdrucklöscher und 25 Jahren für Auflade- und CO2-Löscher angegeben. So empfiehlt der Hersteller Gloria für seine Geräte eine maximale Nutzungsdauer von 20 Jahren, während Minimax für die Marken Minimax, Favorit, Vulkan und Wintrich eine Lebensdauer von bis zu 20 Jahren bei Pulver-, Wasser-, Schaum-Dauerdruckfeuerlöschern sowie von bis zu 25 Jahren bei Pulver-, Wasser-, Schaum-Aufladefeuerlöscher und Kohlendioxid-Feuerlöschern nennt.

## Anwendungsbereiche

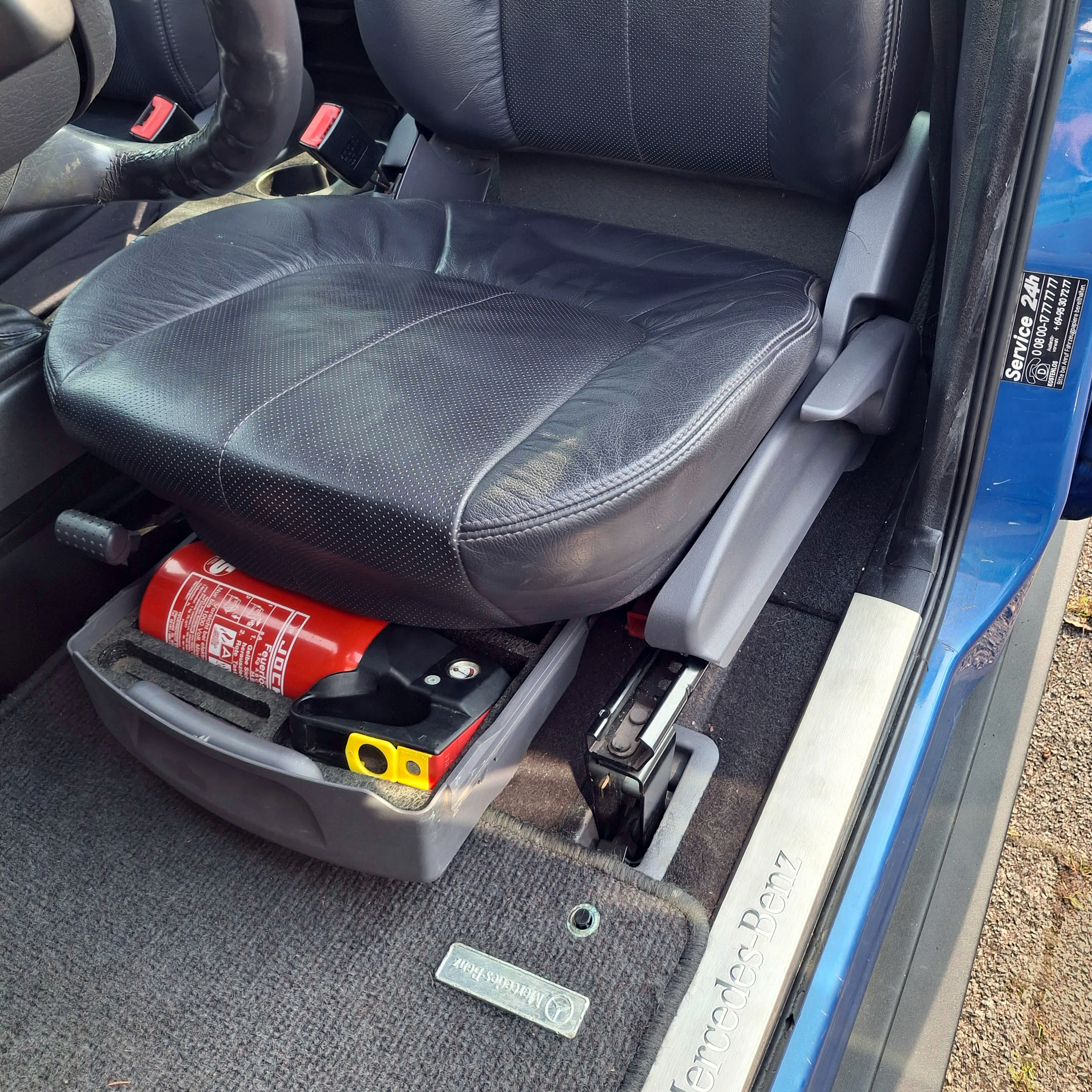
Feuerlöscher in der Ablagebox unter dem Fahrersitz in einem Mercedes-Benz W168

### Feuerlöscher im Straßenverkehr
Für Gefahrguttransporte und Omnibusse, in manchen Ländern wie Belgien oder Griechenland sowie in Estland, Lettland, Litauen und Polen auch für Pkw, sind Feuerlöscher vorgeschrieben.
Lkw müssen keine Löscher mitführen, es wird empfohlen, einen 6-kg-Löscher mitzuführen. In Frankreich sind Feuerlöscher für Lkw vorgeschrieben: Zugmaschine 2 kg 8A 34 B, Auflieger 6 kg 21A 113B.
In Pkw sind in Deutschland keine Feuerlöscher mehr vorgeschrieben, empfohlen wird ein 2-kg-Löscher, da eine ungeübte Person mit geringerer Füllmenge kaum einen Löscherfolg erzielen könne. Der Feuerlöscher sollte griffbereit gelagert sein (z. B. unter dem Beifahrersitz), da eine eingeschränkte Zugänglichkeit (z. B. im Kofferraum) den Start der Benutzung verzögert und sich der Brand zwischenzeitlich weiter ausbreiten kann.

### Feuerlöscher im Schienenverkehr
In Deutschland müssen in Triebfahrzeugen und Reisezugwagen Feuerlöscher bereitgestellt werden, die den Anforderungen für elektrische Anlagen genügen und zumindest ab −20 °C einsatzfähig sind. Hierbei werden zumeist 6-Liter-Schaum- oder -Wasserlöscher eingesetzt.
In Dänemark ist im Triebfahrzeug ein Kohlendioxidlöscher mitzuführen, in Österreich ein Schaumlöscher und in Italien ein Pulverlöscher.
Nach der Brandschutznorm für Schienenfahrzeuge, erstveröffentlicht im Jahr 2013, sind in Europa (EN 45545) Wasserlöscher vorgeschrieben.

### Feuerlöscher im Luftverkehr
Trotz der ökologischen Bedenklichkeit werden in Flugzeugen wegen ihrer guten Löschwirkung noch Halonlöscher mitgeführt; in der Flugzeugkabine werden jedoch immer häufiger Alternativen eingesetzt. Für Triebwerke, Hilfsgeneratoren/Hilfstriebwerk im Heck und die Frachträume sowie Abfallbehälter der Bordtoiletten wird jedoch oft Halon als Löschmittel verwendet.
Die Löschdauer eines typischen 6-kg-Löschers für die Kabine währt nur etwa 20 Sekunden bis zur vollständigen Entleerung. In Kleinflugzeugen werden sogar oft noch kleinere Löschmittelbehälter mitgeführt.
Nach dem Einsatz von CO2-Löschern kann es bereits bei Einwirkzeiten von 30 Sekunden (angenommene Konzentration: 10 %) zu Schwindelanfällen der Besatzung kommen, die die sichere weitere Flugdurchführung beeinträchtigen können.

### Feuerlöscher in Arbeitsstätten
Berechnungsgrundlage für die Ausstattung mit Feuerlöschern in Abhängigkeit von der Brandgefährdung sind die Löschmitteleinheiten (LE). Sie wurden eingeführt, um die unterschiedlichen Löschwirkungen (Einstufungszahl) von verschiedenen Löschern (Wasser, Schaum, Pulver, Kohlenstoffdioxid) miteinander vergleichen zu können. Laut der Arbeitsstättenrichtlinie ASR A2.2 kann ein Feuerlöscher bis zu 15 LE haben. Neun Löschmitteleinheiten entsprechen beispielsweise in der Brandklasse A einem Löschvermögen von 27A und in der Brandklasse B von 144B, wie die folgende Zuordnungstabelle nach ASR A2.2 zeigt.
| LE | Brandklasse A | Brandklasse B |
| -- | ------------- | ------------- |
| 01 | 05A           | 021B          |
| 02 | 08A           | 034B          |
| 03 |               | 055B          |
| 04 | 13A           | 070B          |
| 05 |               | 089B          |
| 06 | 21A           | 113B          |
| 09 | 27A           | 144B          |
| 10 | 34A           |               |
| 12 | 43A           | 183B          |
| 15 | 55A           | 233B          |

Ein Wandhydrant entspricht 27 LE, jedoch dürfen laut der Arbeitsstättenrichtlinie ASR A2.2 maximal ein Drittel der benötigten Löschmitteleinheiten durch Wandhydranten gestellt werden. Einige Feuerlöscher-Rechner und Feuerlöscher-Apps unterstützen bei der Ermittlung und Dokumentation der Ausstattung mit Feuerlöschern und Wandhydranten in Arbeitsstätten gemäß ASR A2.2.
In Deutschland ist die Grundlage für das Berechnungsverfahren die Arbeitsstättenrichtlinie ASR A2.2 sowie die deutsche Fassung der europäischen Norm DIN EN 3. Gemäß Arbeitsstättenrichtlinie ist es Pflicht, Feuerlöscher bereitzustellen und diese gemäß DIN EN ISO 7010 mit dem Brandschutzzeichen für Feuerlöscher zu kennzeichnen. In Orientierung an die Berufsgenossenschaftliche Regel BGR 133 wird das Ausgabeergebnis hinsichtlich der Löschmitteleinheiten optimiert, ohne dass hierdurch die durch die Arbeitsstättenrichtlinie ASR A2.2 und die DIN EN 3 getroffenen Regelungen berührt werden.
In Österreich ist – neben den obigen Normen – die TRVB F 124 maßgebend.

## Geschichte

### Entwicklungsgeschichte der Feuerlöscher
Ein früher Vorgänger des modernen Feuerlöschers wurde im Jahr 1813 von dem Engländer George William Manby erfunden.
Zu weiteren historischen Vorläufern gehört der von W. H. Philipps um 1850 patentierte Philipps Fire-Annihilator und der Bauer'sche Feuer-Annihilator Ende des 19. Jahrhunderts. Letzterer wog 7 kg im leeren Zustand, 35 kg gefüllt mit einer in Wasser aufgelösten Feuerlöschmasse.
Am 10. Februar 1863 erhielt Alanson Crane in den Vereinigten Staaten ein Patent auf den von ihm erfundenen Feuerlöscher.
Der Minimax-Unternehmensgründer Wilhelm Graaff (1872–1931) brachte im Dezember 1902 mit der „Spitztüte“ den ersten massenfähigen Feuerlöscher auf den Markt und meldete im Jahr 1904 ein Patent dazu an.
Die „Internationale Feuerlösch-Gesellschaft mbH“ (später TOTAL Feuerschutz GmbH) präsentierte im Jahre 1912 in Berlin den ersten „Schnell-Trocken-Feuerlöscher“. Dieses Löschgerät wurde 1912 durch das kaiserliche Patentamt unter der Patentnummer „277836 v. z. B. 1912 Druckgasfeuerlöscher mit einem als Druckmittel dienenden Löschgas“ patentiert. Es kann als Vorläufer aller modernen, mobilen Feuerlöscher angesehen werden und revolutionierte damit die Brandbekämpfung.
Auch das Komet-Verfahren zur Herstellung von Löschschaum, im Jahr 1932 durch Clemens Wagner patentiert, wurde durch Total weiterentwickelt.

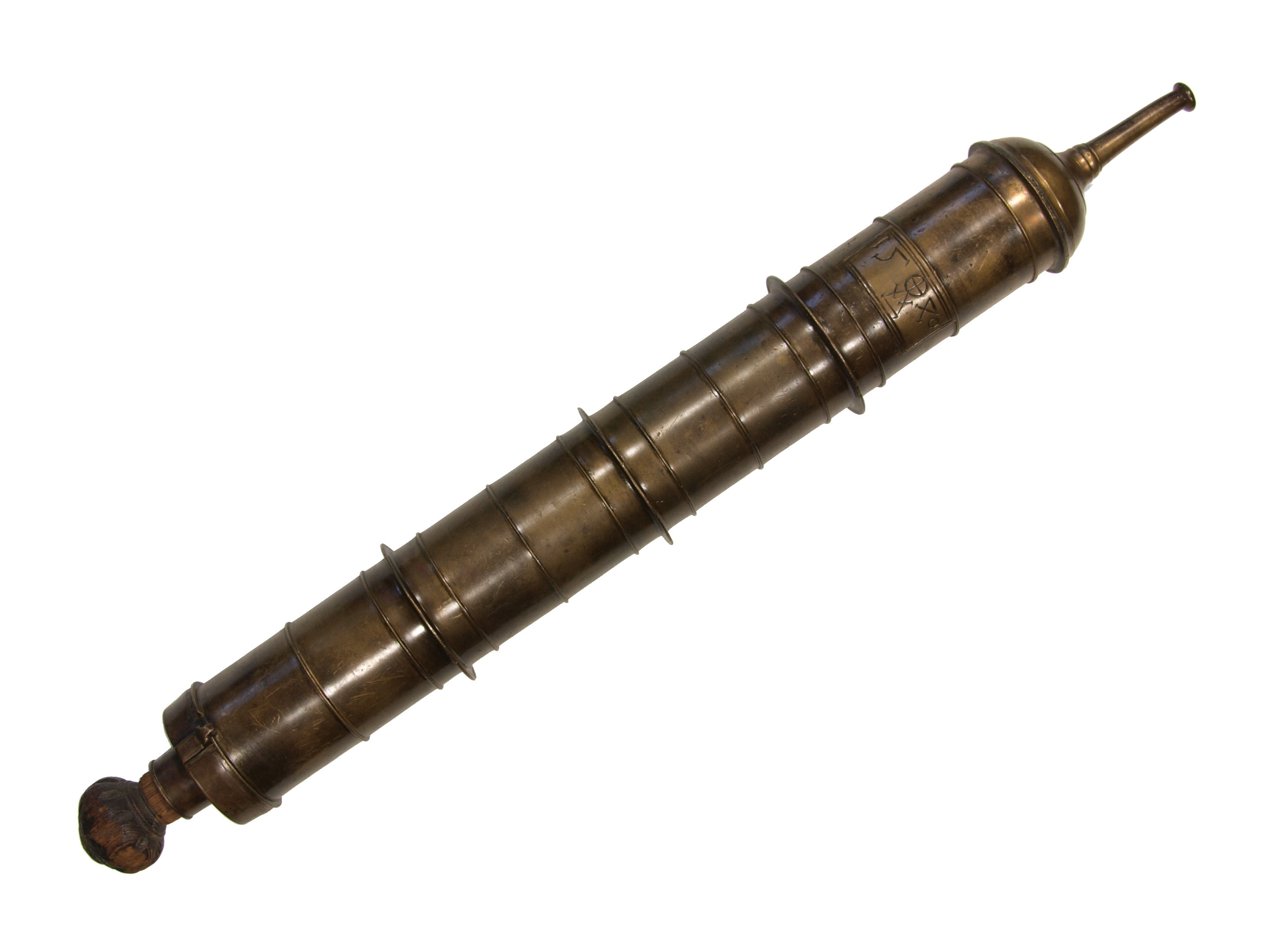
Eine Feuerlöschspritze aus dem Jahr 1540
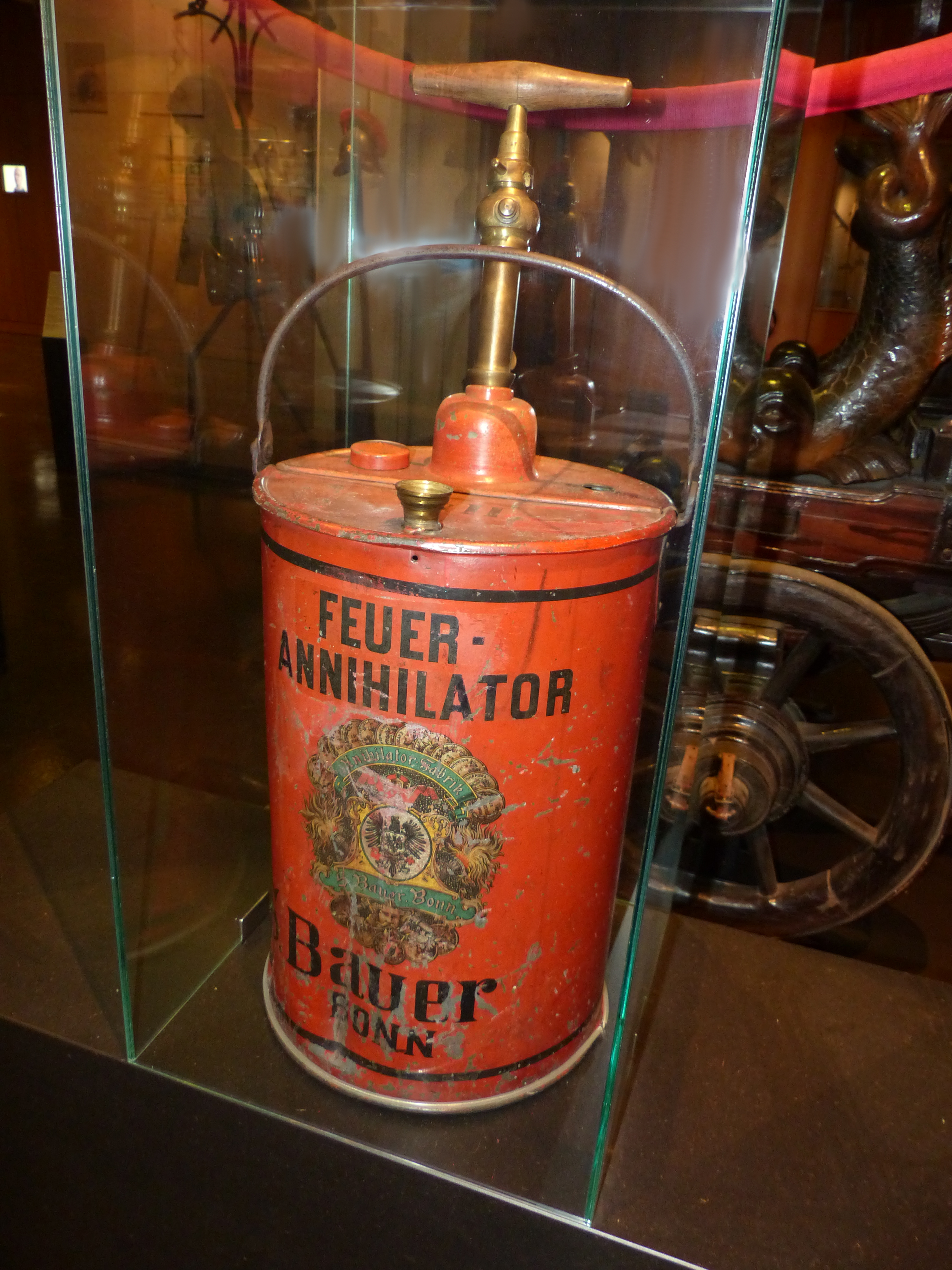
Feuer-Annihilator von Siegfried Bauer, Bonn, um 1885
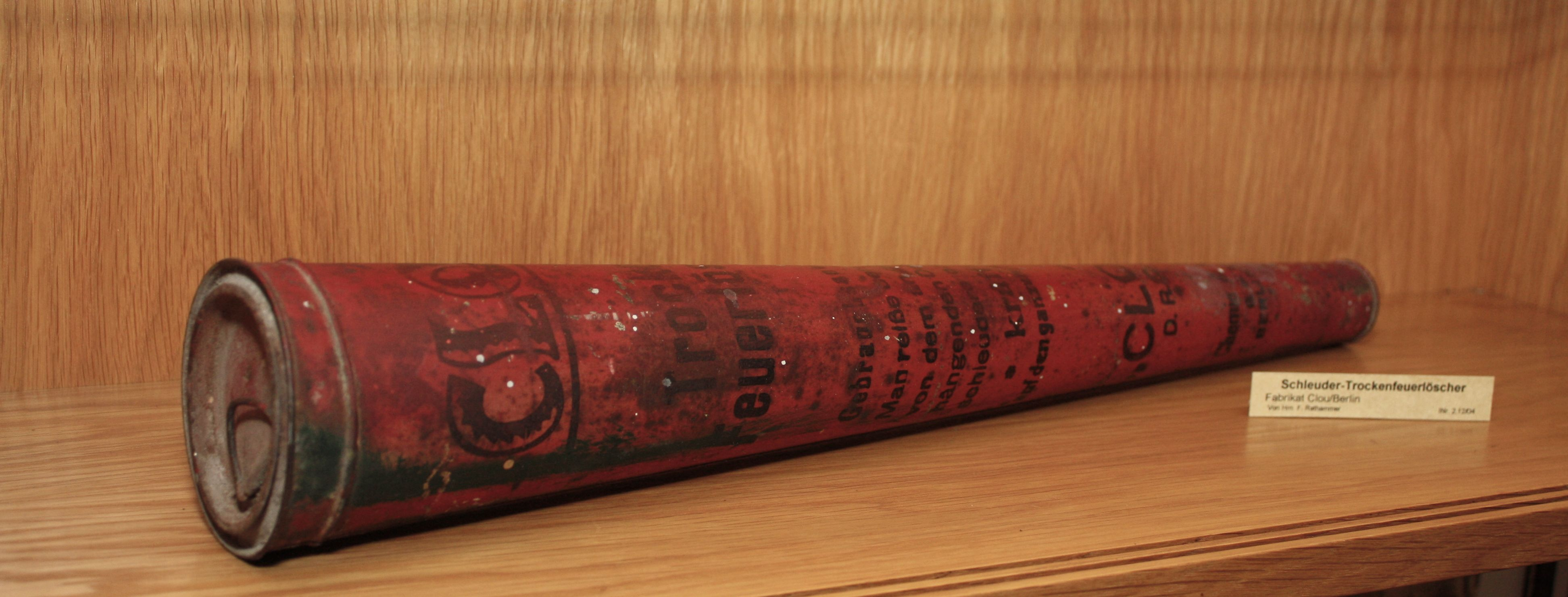
Schleuder-Trockenfeuerlöscher aus dem Jahr 1900 der Firma Clou in Berlin. Zur Anwendung musste der Deckel abgerissen und der pulverförmige Inhalt durch Schleuderbewegungen über dem Feuer verteilt werden.
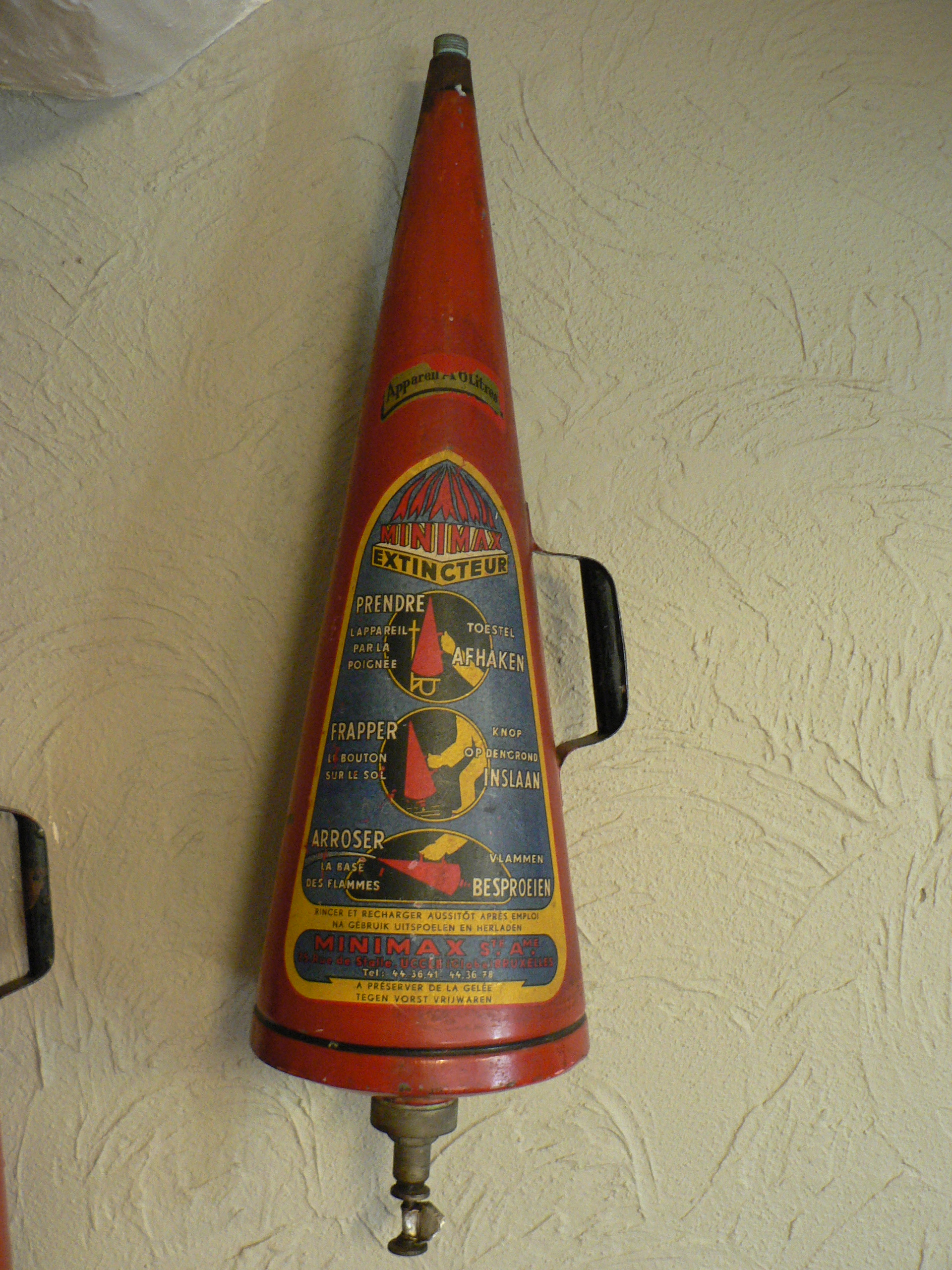
Spitztüte
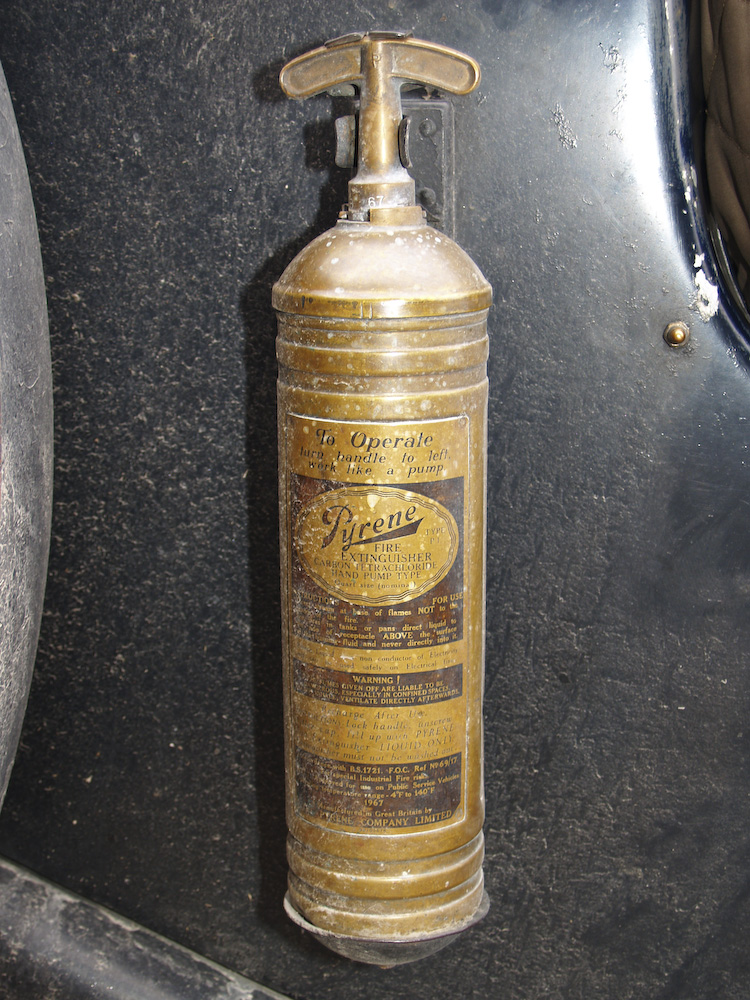
Feuerlöscher aus den 1930er-Jahren mit Tetrachlorkohlenstoff als Löschmittel (Handpumpen-Prinzip)
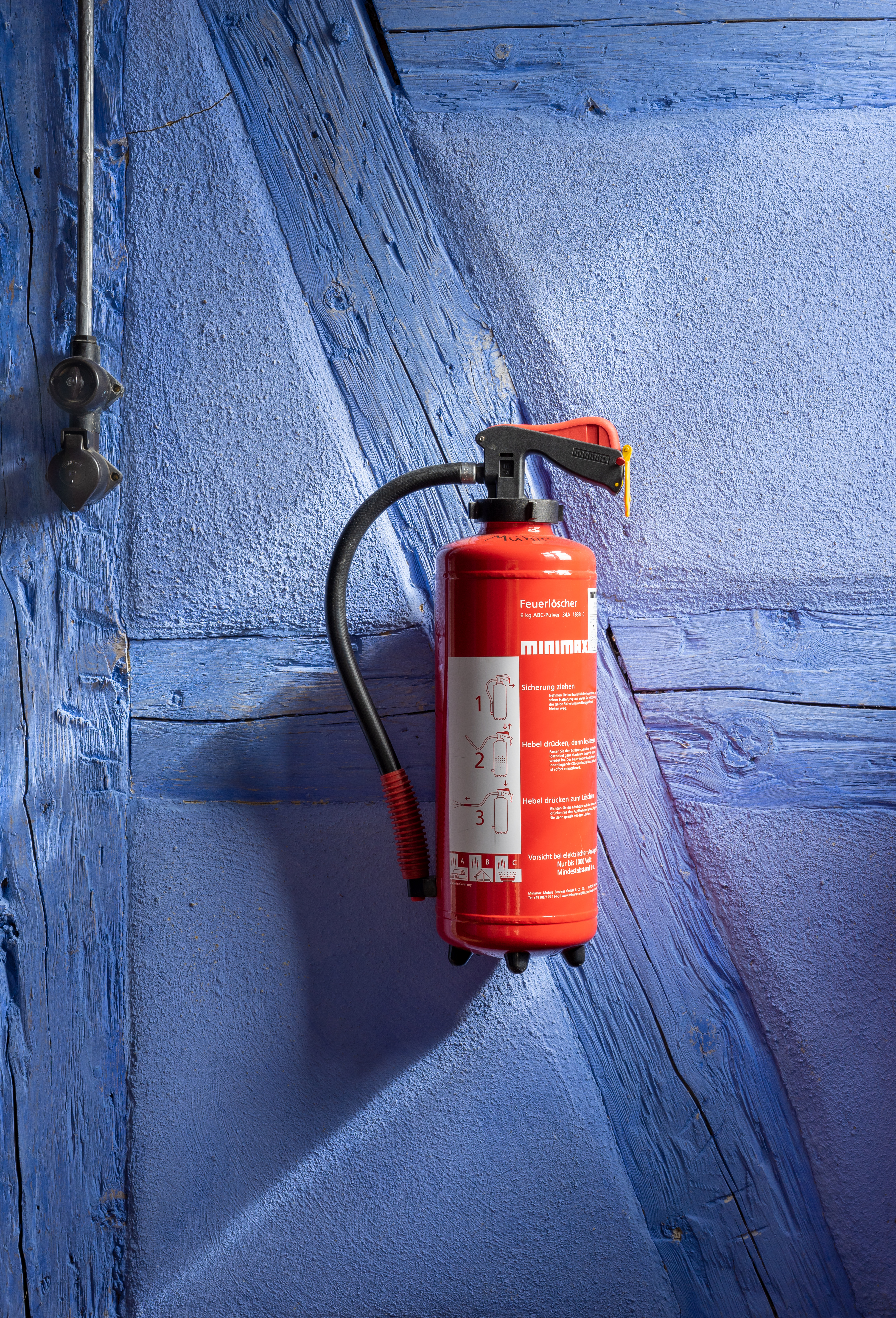
Ein moderner Feuerlöscher an der Innenwand eines Fachwerkgebäudes im Hohenloher Freilandmuseum Wackershofen, Baden-Württemberg

### Tetrachlorkohlenstoff
Das flüssige und reaktionsarme Tetrachlormethan (CCl4, auch Tetrachlorkohlenstoff) wurde Anfang des 20. Jahrhunderts in drucklose Behälter mit Handpumpen gefüllt. Beim Bespritzen der Feuerstelle verdampft das Tetrachlormethan, kühlt und erzeugt eine sauerstoffverdrängende Gaswolke. Später verwendete man Tetrachlormethan in Drucklöschern („Tetralöscher“). Bis in die 1950er-Jahre wurden solche Löscher für Flüssigkeitsbrände und Brände an elektrischen Anlagen eingesetzt, bis schädigende Auswirkungen auf das Nervensystem und innere Organe festgestellt wurden.
Tetrachlorkohlenstoff zählt zu den Halogenkohlenwasserstoffen (Halone) und unterliegt in Deutschland der FCKW-Halon-Verbots-Verordnung, die im Jahr 1991 in Kraft trat und 2006 von der Chemikalien-Ozonschichtverordnung abgelöst wurde.

## Weitere Löschmittel und -systeme
- Glutlöscher für Zigaretten
- Feuerlöschdecke für Menschen und Bratpfannen
- Sprinkleranlage in Gebäuden
- Gaslöschanlagen in Gebäuden und Maschinen
- Aerosol-Löschanlagen für Maschinen und elektrische Anlagen